# Смолино (Нижньогородська область)
Смолино (рос. Смолино) — робітниче селище в Володарському районі Нижньогородської області Російської Федерації.
Населення становить 2424 особи. Входить до складу муніципального утворення робітниче селище Смолино.

## Історія
Від 2009 року входить до складу муніципального утворення робітниче селище Смолино.

## Населення
| 1959  | 1970  | 1979  | 1989  | 1999  | 2002  | 2008  |
| ----- | ----- | ----- | ----- | ----- | ----- | ----- |
| 1167  | ↗5850 | ↗6087 | ↗8098 | ↘3060 | ↘2911 | ↘2516 |
| 2009  | 2010  | 2011  | 2012  | 2013  | 2014  | 2015  |
| ↘2460 | ↗2742 | ↗2745 | ↘2718 | ↘2617 | ↘2509 | ↗2513 |
| 2016  | 2017  |       |       |       |       |       |
| ↗2546 | ↘2506 |       |       |       |       |       |